# كيرعان (حورة)
'

تعديل مصدري - تعديل

كيرعان هي إحدى قرى عزلة حوره بمديرية حورة التابعة لمحافظة حضرموت، بلغ تعداد سكانها 504 نسمة حسب تعداد اليمن لعام 2004.